# 귀천도 2 - 검객 이야기
귀천도 2 - 검객 이야기(검객 이야기, 일명 귀천도 2)는 한국에서 제작된 김종기 감독의 1999년 영화이다. 김현수 등이 주연으로 출연하였고 김희정 등이 제작에 참여하였다.

## 출연

### 주연
- 김현수
- 이보나

### 조연
- 김원복
- 이솔비
- 김학성
- 송혜인
- 권윤미
- 홍영미
- 한은혜

## 제작진
- 조명: 김철규
- 음향효과: 양대호
- 의상: 심경심